# تكان
تكان (بالفارسية: تکان) هي مستوطنة تقع في تشارواماق الشرقية الريفية في إيران. يقدر عدد سكانها بـ 36 نسمة .